# Akacukizukujo (Day Breakers)
Az Akacukizukujo (Day Breakers) (暁月夜 -Day Breakers-; Hepburn: Akatsukizukuyo (Day Breakers)) Gackt japán énekes kislemeze, mely 2014. október 1-jén jelent meg a G&Lovers kiadónál. A dal a Square Enix iOS-ra készült 3594e című játékának betétdala.

## Számlista
Az összes szám szerzője Gackt C. 
| 1. | Akacukizukujo (Day Breakers) (暁月夜 -Day Breakers-; Hepburn: Akatsukizukuyo (Day Breakers)) |  |
| 2. | Akacukizukujo (Day Breakers) (Orchestra Ver.)                                                |  |
| 3. | Akacukizukujo (Day Breakers) (Instrumental)                                                  |  |
| 4. | Akacukizukujo (Day Breakers) (Orchestra Ver. Instrumental)                                   |  |

| 1. | P.S. I Love U (Music Video) |  |

| 1. | Akacukizukujo (Day Breakers) (Music Video) |  |

| 1. | Akacukizukujo (Day Breakers) (Quartet Ver.) |  |

- Tsutaya (GLCD-00008)

## Slágerlista-helyezések
| Slágerlista (2014)        | Legmagasabb helyezés |
| ------------------------- | -------------------- |
| Oricon heti kislemezlista | 8                    |
| Billboard Japan Hot 100   | 21                   |